# Liga Deportiva de Chacabuco
La Liga Deportiva de Chacabuco es una liga regional de fútbol en la provincia de Buenos Aires, República Argentina. Tiene su sede en la calle San Lorenzo n.° 229 de la ciudad de Chacabuco, y fue fundada el 12 de febrero de 1926 bajo el nombre de Asociación Deportiva de Chacabuco. Su jurisdicción comprende al partido de Chacabuco.
La Liga está afiliada a la Asociación del Fútbol Argentino a través de su ente rector del fútbol indirectamente afiliado, el Consejo Federal del Fútbol Argentino. Esto permite a los campeones de la Liga competir en el Torneo Regional Federal Amateur, que representa la cuarta categoría del fútbol argentino y abre la vía para el ascenso a categorías que desembocan en la Primera División. Para la edición 2023/24 están clasificados el Club Deportivo y Social 9 de Julio, campeón del Torneo Apertura y poseedor de una Licencia Deportiva, y el Club Atlético River Plate, subcampeón del Apertura, en representación deportiva de la Liga.

## Historia
Los inicios de la Liga se remontan a principios del siglo XX, con la llegada de trabajadores anglosajones y la fundación del San Patricio Foot Ball Club, el cual tenía su reducto en la Estancia San Marcos de la Estación San Patricio FCP.
En 1905 tuvo lugar el primer enfrentamiento entre combinados de las ciudades de Chacabuco y Junín. Tres años más tarde, el seleccionado chacabuquense se enfrentó a su par de La Plata. Años más tarde se fundaron los clubes Gimnasia y Esgrima, Independiente, Alumni, Estudiantes y Leandro N. Alem.
En 1925 tuvieron origen los primeros intentos de organización del fútbol chacabuquense, aunque recién un año más tarde se pudieron concretar las primeras reuniones, siendo el 12 de octubre la fecha de constitución de la Asociación Deportiva de Chacabuco, fecha que casualmente coincide con el aniversario de la Batalla de Chacabuco. Aquellas primeras reuniones fueron integradas por directivos de los clubes Chacabuco F.C., River Plate, Porteño, Racing y Huracán.
La primera comisión directiva de la Asociación estuvo compuesta por Carlos J. Sanner (Presidente), Juan Tonelli (Vicepresidente), Matías Depauli Portillo (Secretario general), José G. Palacios (Prosecretario), Luis R. De Laudo (Tesorero), Homero Rossi (Protesorero), Juan Marinelli, Alberto Diharce, Marcelo T. Bertrán y Carlos Pardo (Vocales) y Agustín Etcheverry (Secretario rentado).
A partir del año 2004, en parte por la disposición del Consejo Federal que expresa que las ligas no deben tener menos de 10 equipos, la Liga Deportiva de Chacabuco ha coorganizado torneos interligas con sus pares de la Liga Deportiva del Oeste primero, agregándose la Liga Bragadense de Fútbol en 2006. En el año 2007, a estas tres Ligas se les sumó la Liga Deportiva de General Arenales. En el año 2010 se sumaron a estas cuatro ligas la Liga de Fútbol de Salto, la Liga Deportiva de Colón y la Liga Deportiva de Fútbol de Rojas. Estos torneos continuaron disputándose hasta el año 2016. La Unión Regional fue revivida en el año 2023, siendo partícipes de la misma las Ligas de Junín, Chacabuco, General Arenales, Rojas, Colón y Liga de Fútbol de Pergamino.

## Clubes destacados
- 9 de Julio: En 2018 se convirtió en el primer equipo de la ciudad en obtener un campeonato a nivel nacional, ganando la Región Pampeana Norte del Torneo Federal C. Debido a reestructuraciones en el sistema de categorías del fútbol argentino que se llevaron a cabo en el transcurso del mismo, en lugar de obtener un ascenso (por la desaparición del Torneo Federal B), obtuvo una ventaja en la primera edición del Torneo Regional Federal Amateur.

## Clubes integrantes

### Clubes activos de fútbol masculino en 2023
Los siguientes clubes están participando de la edición 2023 del Torneo Clausura de la Liga con categorías masculinas.
| Equipo                             | Ciudad    | Primera | Reserva (Cuarta) | Formativas | Notas                                                                                               |
| ---------------------------------- | --------- | ------- | ---------------- | ---------- | --------------------------------------------------------------------------------------------------- |
| Club Atlético Argentino            | Chacabuco | Si      | Si               | Si         | |
| Club Atlético Rivadavia            | Chacabuco | Si      | Si               | Si         | |
| Club Atlético River Plate          | Chacabuco | Si      | Si               | Si         | Formado a partir de una escisión del Club Porteño.                                                  |
| Club Atlético San Lorenzo          | Rawson    | No      | No               | Si         | Participó previamente de las Ligas de Carmen de Areco y Chivilcoy, ganando 4 títulos en la primera. |
| Club Atlético San Martín           | Chacabuco | Si      | Si               | Si         | |
| Club Deportivo y Social 9 de Julio | Chacabuco | Si      | Si               | Si         | |
| Club La Nueva Academia             | Chacabuco | No      | No               | Si         | Reemplaza al extinto Club Atlético La Academia. Mantiene las instalaciones del Club Racing.         |
| Club Social y Deportivo Huracán    | Chacabuco | Si      | Si               | Si         | |
| Peña "La N° 12"                    | Chacabuco | Si      | Si               | Si         | |
| Racing Club                        | Chacabuco | Si      | Si               | Si         | |
| San Miguel Fútbol Club             | Chacabuco | Si      | Si               | Si         | |

### Clubes activos de fútbol femenino en 2023
Los siguientes clubes están participando de la edición 2023 del Torneo Clausura de la Liga con categorías femeninas.
| Equipo                             | Ciudad    | Primera | Formativas | Notas |
| ---------------------------------- | --------- | ------- | ---------- | ----- |
| Club Atlético Argentino            | Chacabuco | Si      | Si         |       |
| Club Atlético Rivadavia            | Chacabuco | Si      | Si         |       |
| Club Atlético River Plate          | Chacabuco | Si      | No         |       |
| Club Atlético San Martín           | Chacabuco | Si      | Si         |       |
| Club Deportivo y Social 9 de Julio | Chacabuco | Si      | Si         |       |
| Club La Nueva Academia             | Chacabuco | No      | Si         |       |
| Club Social y Deportivo Huracán    | Chacabuco | Si      | No         |       |

### Otros Clubes
Los siguientes clubes estuvieron en algún momento afiliados a la Liga Deportiva de Chacabuco, pero están participando en otras ligas, están desafiliados o han desaparecido.
| Equipo                      | Ciudad      | Estado en 2023 | Notas |
| --------------------------- | ----------- | -------------- | --- |
| Club Atlético Cucha Cucha   | Cucha Cucha | No Juega       | |
| Club Atlético Nueva Chicago | Chacabuco   | No Juega       | |
| Club Atlético 4A            | Chacabuco   | No Juega       | |
| Club Atlético Union Sport   | Chacabuco   | No Juega       | |
| O'Higgins Futbol Club       | O'Higgins   | No Juega       | Campeón de la Liga Deportiva Independiente de Rojas en 1971. |
| Club Atlético Porteño       | Chacabuco   | No Juega       | |
| Club Atlético Sarmiento     | Rawson      | No Juega       | Fue campeón de la Liga Deportiva de Carmen de Areco en 1963 y 1967, además de terminar en el tercer puesto en un Interligas unificado con la Liga de Fútbol de Salto. |
| Club Atlético La Academia   | Chacabuco   | Desaparecido   | Fue reemplazado por el actual La Nueva Academia. |

## Historial de campeonatos
Los siguientes son los campeones de todos los torneos disputados en la Liga. Dado que la Liga de Chacabuco es una de las pocas cuyo historial de campeones no está bien documentado, la siguiente es una aproximación.

### Torneos locales por temporada
| Año  | Campeonato             | Ganador                | Ciudad                 |
| ---- | ---------------------- | ---------------------- | ---------------------- |
| 1925 | Sin datos disponibles. | Sin datos disponibles. | Sin datos disponibles. |
| 1926 | Sin datos disponibles. | Sin datos disponibles. | Sin datos disponibles. |
| 1927 | Sin datos disponibles. | Sin datos disponibles. | Sin datos disponibles. |
| 1928 | Sin datos disponibles. | Sin datos disponibles. | Sin datos disponibles. |
| 1929 | Sin datos disponibles. | Sin datos disponibles. | Sin datos disponibles. |
| 1930 | Sin datos disponibles. | Sin datos disponibles. | Sin datos disponibles. |
| 1931 | Sin datos disponibles. | Sin datos disponibles. | Sin datos disponibles. |
| 1932 | Sin datos disponibles. | Sin datos disponibles. | Sin datos disponibles. |
| 1933 | Sin datos disponibles. | Sin datos disponibles. | Sin datos disponibles. |
| 1934 | Sin datos disponibles. | Sin datos disponibles. | Sin datos disponibles. |
| 1935 | Sin datos disponibles. | Sin datos disponibles. | Sin datos disponibles. |
| 1936 | Sin datos disponibles. | Sin datos disponibles. | Sin datos disponibles. |
| 1937 | Sin datos disponibles. | Sin datos disponibles. | Sin datos disponibles. |
| 1938 | Sin datos disponibles. | Sin datos disponibles. | Sin datos disponibles. |
| 1939 | Sin datos disponibles. | Sin datos disponibles. | Sin datos disponibles. |
| 1940 | Sin datos disponibles. | Sin datos disponibles. | Sin datos disponibles. |
| 1941 | Sin datos disponibles. | Sin datos disponibles. | Sin datos disponibles. |
| 1942 | Sin datos disponibles. | Sin datos disponibles. | Sin datos disponibles. |
| 1943 | Sin datos disponibles. | Sin datos disponibles. | Sin datos disponibles. |
| 1944 | Sin datos disponibles. | Sin datos disponibles. | Sin datos disponibles. |
| 1945 | Sin datos disponibles. | Sin datos disponibles. | Sin datos disponibles. |
| 1946 | Sin datos disponibles. | Sin datos disponibles. | Sin datos disponibles. |
| 1947 | Sin datos disponibles. | Sin datos disponibles. | Sin datos disponibles. |
| 1948 | Sin datos disponibles. | Sin datos disponibles. | Sin datos disponibles. |
| 1949 | Sin datos disponibles. | Sin datos disponibles. | Sin datos disponibles. |
| 1950 | Sin datos disponibles. | Sin datos disponibles. | Sin datos disponibles. |
| 1951 | Sin datos disponibles. | Sin datos disponibles. | Sin datos disponibles. |
| 1952 | Sin datos disponibles. | Sin datos disponibles. | Sin datos disponibles. |
| 1953 | Sin datos disponibles. | Sin datos disponibles. | Sin datos disponibles. |
| 1954 | Sin datos disponibles. | Sin datos disponibles. | Sin datos disponibles. |
| 1955 | Sin datos disponibles. | Sin datos disponibles. | Sin datos disponibles. |
| 1956 | Sin datos disponibles. | Sin datos disponibles. | Sin datos disponibles. |
| 1957 | Sin datos disponibles. | Sin datos disponibles. | Sin datos disponibles. |
| 1958 | Sin datos disponibles. | Sin datos disponibles. | Sin datos disponibles. |
| 1959 | Sin datos disponibles. | Sin datos disponibles. | Sin datos disponibles. |
| 1960 | Sin datos disponibles. | Sin datos disponibles. | Sin datos disponibles. |
| 1961 | Único                  | River Plate            | Chacabuco              |
| 1962 | Sin datos disponibles. | Sin datos disponibles. | Sin datos disponibles. |
| 1963 | Sin datos disponibles. | Sin datos disponibles. | Sin datos disponibles. |
| 1964 | Único                  | River Plate            | Chacabuco              |
| 1965 | Sin datos disponibles. | Sin datos disponibles. | Sin datos disponibles. |
| 1966 | Sin datos disponibles. | Sin datos disponibles. | Sin datos disponibles. |
| 1967 | Único                  | San Martín             | Chacabuco              |
| 1968 | Único                  | River Plate            | Chacabuco              |
| 1969 | Único                  | Argentino              | Chacabuco              |
| 1970 | Único                  | Porteño                | Chacabuco              |
| 1971 | Único                  | Porteño                | Chacabuco              |
| 1972 | Único                  | River Plate            | Chacabuco              |
| 1973 | Único                  | Porteño                | Chacabuco              |
| 1974 | Único                  | Porteño                | Chacabuco              |
| 1975 | Único                  | Porteño                | Chacabuco              |
| 1976 | Único                  | Porteño                | Chacabuco              |
| 1977 | Único                  | Porteño                | Chacabuco              |
| 1978 | Único                  | Racing Club            | Chacabuco              |
| 1979 | Único                  | Porteño                | Chacabuco              |
| 1980 | Único                  | Racing Club            | Chacabuco              |
| 1981 | Único                  | Racing Club            | Chacabuco              |
| 1982 | Único                  | Racing Club            | Chacabuco              |
| 1983 | Sin datos disponibles. | Sin datos disponibles. | Sin datos disponibles. |
| 1984 | Único                  | Argentino              | Chacabuco              |
| 1985 | Único                  | Argentino              | Chacabuco              |
| 1986 | Único                  | Argentino              | Chacabuco              |
| 1987 | Único                  | Argentino              | Chacabuco              |
| 1988 | Único                  | Argentino              | Chacabuco              |
| 1989 | Único                  | Argentino              | Chacabuco              |
| 1990 | Sin datos disponibles. | Sin datos disponibles. | Sin datos disponibles. |
| 1991 | Único                  | San Martín             | Chacabuco              |
| 1992 | Sin datos disponibles. | Sin datos disponibles. | Sin datos disponibles. |
| 1993 | Único                  | Racing Club            | Chacabuco              |
| 1994 | Único                  | Argentino              | Chacabuco              |
| 1995 | Único                  | River Plate            | Chacabuco              |
| 1996 | Único                  | River Plate            | Chacabuco              |
| 1997 | Único                  | San Martín             | Chacabuco              |
| 1998 | Único                  | San Martín             | Chacabuco              |
| 1999 | Sin datos disponibles. | Sin datos disponibles. | Sin datos disponibles. |
| 2000 | Único                  | Argentino              | Chacabuco              |
| 2001 | Único                  | Argentino              | Chacabuco              |
| 2002 | Único                  | River Plate            | Chacabuco              |
| 2003 | Sin datos disponibles. | Sin datos disponibles. | Sin datos disponibles. |
| 2004 | Único                  | River Plate            | Chacabuco              |
| 2005 | Único                  | Argentino              | Chacabuco              |
| 2006 | Preparación            | Argentino              | Chacabuco              |
| 2007 | Preparación            | Peña La Nº 12          | Chacabuco              |
| 2008 | Preparación            | San Martín             | Chacabuco              |
| 2009 | Preparación            | San Martín             | Chacabuco              |
| 2010 | Sin datos disponibles. | Sin datos disponibles. | Sin datos disponibles. |
| 2011 | Único                  | River Plate            | Chacabuco              |
| 2012 | Único                  | San Martín             | Chacabuco              |
| 2013 | Único                  | 9 de Julio             | Chacabuco              |
| 2014 | Único                  | River Plate            | Chacabuco              |
| 2015 | Único                  | River Plate            | Chacabuco              |
| 2016 | Único                  | Argentino              | Chacabuco              |
| 2017 | Único                  | 9 de Julio             | Chacabuco              |
| 2018 | Único                  | 9 de Julio             | Chacabuco              |
| 2019 | Único                  | 9 de Julio             | Chacabuco              |
| 2020 | No se disputó.         | No se disputó.         | No se disputó.         |
| 2021 | Único                  | Argentino              | Chacabuco              |
| 2022 | Único                  | 9 de Julio             | Chacabuco              |
| 2023 | Anual                  | Argentino              | Chacabuco              |
| 2024 | Anual                  | Argentino              | Chacabuco              |
| 2025 | Anual                  | En disputa             | En disputa             |

#### Torneos locales por club
| Equipo          | Ciudad    | Total | Campeonatos                                                                                                |
| --------------- | --------- | ----- | --- |
| Argentino       | Chacabuco | 18    | 1969, 1984, 1985, 1986, 1987, 1988, 1989, 1993, 1994, 1997, 2000, 2001, 2005, 2006, 2016, 2021, 2023, 2024 |
| River Plate     | Chacabuco | 10    | 1961, 1964, 1968, 1972, 1995, 1996, 2002, 2004, 2011, 2015                                                 |
| Porteño         | Chacabuco | 8     | 1970, 1907, 1973, 1974, 1975, 1976, 1977, 1979                                                             |
| 9 de Julio      | Chacabuco | 7     | 2013, 2014, 2017, 2018, 2019, 2020, 2021, 2022                                                             |
| San Martín      | Chacabuco | 7     | 1967, 1991, 1997, 1998, 2008, 2009, 2012                                                                   |
| Racing          | Chacabuco | 5     | 1978, 1980, 1981, 1982, 1993                                                                               |
| Peña "La N° 12" | Chacabuco | 1     | 2007 |

### Torneos interligas
| Edición                                  | Ligas organizadoras | Campeón                | Ciudad        |
| ---------------------------------------- | --- | ---------------------- | ------------- |
| 2004 Torneo Junín / Chacabuco            | Liga Deportiva del Oeste, Liga Deportiva de Chacabuco | Jorge Newbery          | Junín         |
| 2005 Torneo Junín / Chacabuco            | Liga Deportiva del Oeste, Liga Deportiva de Chacabuco | Jorge Newbery          | Junín         |
| 2006 Torneo Junín / Chacabuco / Bragado  | Liga Deportiva del Oeste, Liga Deportiva de Chacabuco, Liga Bragadense de Fútbol | Sarmiento              | Junín         |
| 2007 Torneo Junín / Chacabuco            | Liga Deportiva del Oeste, Liga Deportiva de Chacabuco | Rivadavia              | Junín         |
| 2007 Torneo de las Cuatro Ligas          | Liga Deportiva del Oeste, Liga Deportiva de Chacabuco, Liga Bragadense de Fútbol, Liga Deportiva de General Arenales                                                                                      | Colonial               | Ferré         |
| 2008 Torneo Junín / Chacabuco            | Liga Deportiva del Oeste, Liga Deportiva de Chacabuco | Mariano Moreno         | Junín         |
| 2008 Torneo de las Cuatro Ligas          | Liga Deportiva del Oeste, Liga Deportiva de Chacabuco, Liga Bragadense de Fútbol, Liga Deportiva de General Arenales                                                                                      | Ambos Mundos           | Junín         |
| 2009 Torneo Junín / Chacabuco            | Liga Deportiva del Oeste, Liga Deportiva de Chacabuco | Rivadavia              | Junín         |
| 2009 Torneo de las Cuatro Ligas          | Liga Deportiva del Oeste, Liga Deportiva de Chacabuco, Liga Bragadense de Fútbol, Liga Deportiva de General Arenales                                                                                      | Social                 | Ascensión     |
| 2010 Torneo Junín / Chacabuco            | Liga Deportiva del Oeste, Liga Deportiva de Chacabuco | Origone F.C.           | Agustín Roca  |
| 2010 Torneo de las Siete Ligas           | Liga Deportiva del Oeste, Liga Deportiva de Chacabuco, Liga Bragadense de Fútbol, Liga Deportiva de General Arenales, Liga de Fútbol de Salto, Liga Deportiva de Colón, Liga Deportiva de Fútbol de Rojas | Defensores             | Salto         |
| 2011 Torneo de las Siete Ligas           | Liga Deportiva del Oeste, Liga Deportiva de Chacabuco, Liga Bragadense de Fútbol, Liga Deportiva de General Arenales, Liga de Fútbol de Salto, Liga Deportiva de Colón, Liga Deportiva de Fútbol de Rojas | Social                 | Ascensión     |
| 2012 Torneo de las Seis Ligas            | Liga Deportiva del Oeste, Liga Deportiva de Chacabuco, Liga Deportiva de General Arenales, Liga de Fútbol de Salto, Liga Deportiva de Colón, Liga Deportiva de Fútbol de Rojas                            | Jorge Newbery          | Junín         |
| 2013 Torneo de las Seis Ligas            | Liga Deportiva del Oeste, Liga Deportiva de Chacabuco, Liga Deportiva de General Arenales, Liga de Fútbol de Salto, Liga Deportiva de Colón, Liga Deportiva de Fútbol de Rojas                            | Social                 | Ascensión     |
| 2014 Torneo de las Seis Ligas            | Liga Deportiva del Oeste, Liga Deportiva de Chacabuco, Liga Deportiva de General Arenales, Liga de Fútbol de Salto, Liga Deportiva de Colón, Liga Deportiva de Fútbol de Rojas                            | Sportivo Barracas      | Colón         |
| 2015 Torneo de las Cuatro Ligas          | Liga Deportiva del Oeste, Liga Deportiva de Chacabuco, Liga de Fútbol de Salto, Liga Deportiva de Colón                                                                                                   | Sportivo Barracas      | Colón         |
| 2016 Torneo de las Tres Ligas            | Liga Deportiva del Oeste, Liga Deportiva de Chacabuco, Liga de Fútbol de Salto | Compañía General       | Salto         |
| 2018 Torneo Chacabuco / General Viamonte | Liga Deportiva de Chacabuco, Liga Toldense de Fútbol | Juventud Alsina        | Los Toldos    |
| 2019 Torneo Chacabuco/General Viamonte   | Liga Deportiva de Chacabuco, Liga Toldense de Fútbol | Peña "La Nº 12"        | Chacabuco     |
| 2023 Torneo de las Seis Ligas            | Liga Deportiva del Oeste, Liga Deportiva de Chacabuco, Liga Deportiva de General Arenales, Liga Deportiva de Colón, Liga Deportiva de Fútbol de Rojas, Liga de Fútbol de Pergamino                        | Argentino              | Rojas         |
| 2024 Torneo Interligas                   | Liga Deportiva del Oeste, Liga Deportiva de Chacabuco, Liga Amateur de Deportes de Lincoln, Liga Deportiva de Fútbol de Rojas, Liga Toldense de Fútbol                                                    | Club Atlético Pintense | General Pinto |

#### Torneos interligas por club
| Equipo            | Ciudad        | Total | Campeonatos                                                       |
| ----------------- | ------------- | ----- | ----------------------------------------------------------------- |
| Jorge Newbery     | Junín         | 3     | 2004 (Junín/Chacabuco), 2005 (Junín/Chacabuco), 2012 (Seis Ligas) |
| Social            | Ascensión     | 3     | 2009 (Cuatro Ligas), 2011 (Siete Ligas), 2013 (Seis Ligas)        |
| Sportivo Barracas | Colón         | 2     | 2014 (Seis Ligas), 2015 (Cuatro Ligas)                            |
| Rivadavia         | Junín         | 2     | 2007 (Junín/Chacabuco), 2009 (Junín/Chacabuco)                    |
| Ambos Mundos      | Junín         | 1     | 2008 (Cuatro Ligas)                                               |
| Argentino         | Rojas         | 1     | 2023 (Seis Ligas)                                                 |
| Colonial          | Ferré         | 1     | 2007 (Cuatro Ligas)                                               |
| Compañía General  | Salto         | 1     | 2016 (Tres Ligas)                                                 |
| Defensores        | Salto         | 1     | 2010 (Siete Ligas)                                                |
| Mariano Moreno    | Junín         | 1     | 2008 (Junín/Chacabuco)                                            |
| Origone F.C.      | Agustín Roca  | 1     | 2010 (Junín/Chacabuco)                                            |
| Sarmiento         | Junín         | 1     | 2006 (Junín/Chacabuco/Bragado)                                    |
| Peña "La Nº 12"   | Chacabuco     | 1     | 2019 (Torneo Chacabuco/General Viamonte)                          |
| Juventud Alsina   | Los Toldos    | 1     | 2018 (Torneo Chacabuco/General Viamonte)                          |
| Atlético Pintense | General Pinto | 1     | 2024 (Torneo Interligas)                                          |